# Offa của Mercia
Offa, vua của Mercia, 1 vương quốc của người Anglo-Saxon nước Anh, giữ ngôi từ năm 757 cho đến khi ông qua đời vào ngày 29 tháng 7 năm 796.
Là con trai của Thingfrith và hậu duệ của Eowa, Offa lên ngôi sau một thời gian nội chiến sau vụ ám sát Æthelbald, sau khi đánh bại người đòi lên ngôi vua khác Beornred.
Trong những năm đầu của triều đại Offa, ông đã gần như hoàn toàn củng cố quyền kiểm soát của các dân tộc vùng Hwicce và Magonsæte. 
Lợi dụng sự bất ổn trong vương quốc Kent, ông đã chiếm quyền lãnh chúa.
Năm 771, Offa cũng kiểm soát cả Sussex, sự cai trị của ông đã không gặp phải thách thức trong cả hai vùng lãnh thổ này. 
Trong thập niên 780, ông đã mở rộng sự thống trị lớn hơn với Mercia, bao trùm trên hầu hết miền Nam nước Anh, liên minh với Beorhtric của Wessex, người kết hôn với con gái Eadburh Offa, và giành lại kiểm soát hoàn toàn phía đông nam. 
Ông cũng trở thành vua của Đông Anglia sau khi chém đầu vua Æthelberht II của Đông Anglia đầu năm 794, có lẽ do nổi loạn chống lại ông.
Offa là một vị vua Thiên chúa giáo có nhiều mâu thuẫn với Giáo hội, đặc biệt là với Jaenberht, Tổng Giám mục Canterbury. 
Offa đã thuyết phục Đức Giáo hoàng Adrian I chia tổng giáo phận Canterbury làm hai, tạo ra một tổng giáo phận mới Lichfield. Điều này giảm quyền lực của Canterbury, nguyên nhân có thể do năm 787 Jaenberht đã từ chối tổ chức nghi lễ phong vua xứ Mercia cho con trai ông.
Offa đã có sự bất hòa với Đức Giám mục của Worcester, đã được hòa giải trong Hội đồng Brentford năm 781.
Nhiều đồng tiền còn sót lại từ triều Offa mang hình ông và chất lượng vượt tiền đúc hơn cả thời Frankish. Một số đồng tiền mang hình ảnh của người vợ, Cynethryth Anglo, nữ hoàng Saxon duy nhất từng được thể hiện trên một đồng xu. 
Chỉ có ba đồng tiền vàng của Offa còn sót lại: một là một bản sao của đồng đina Abbasid năm 774, và chứa văn bản tiếng Ả Rập trên một mặt của đồng xu, và chữ "Offa Rex" ở phía mặt kia. 
Các đồng tiền vàng này không chắc chắn đã được đưa vào sử dụng, nhưng có thể đã được đúc được sử dụng như là bố thí hay cho quà tặng đến Rome.
Nhiều sử gia coi Offa là vị vua Anglo-Saxon quyền lực nhất vua trước Alfred Đại đế. Sự thống trị của ông không bao giờ mở rộng đến Northumbria, mặc dù ông gả một cô con gái, Ælfflæd cho vua Northumbrian Æthelred vào năm 792. 
Triều đại của ông đã từng được một số nhà sử học xem là một phần của một quá trình dẫn đến một Anh quốc thống nhất, nhưng điều này không còn là quan điểm của đa số. Theo phán xét của một nhà sử học gần đây: 
"Offa được thúc đẩy bởi một sự ham muốn quyền lực, không phải là một tầm nhìn thống nhất nước Anh, và những gì ông để lại là một danh tiếng, không phải là một di sản". 
Offa qua đời năm 796 và con trai ông, Ecgfrith đã kế vị, người trị vì trong vòng chưa đầy năm tháng trước khi Coenwulf của Mercia trở thành vua.

## Bối cảnh và nguồn gốc

Các vương quốc trong triều đại Offa

Vào nửa đầu thế kỷ VIII, người thống trị người Anglo-Saxon là vua Æthelbald của Mercia, người mà năm 731 đã trở thành vua của tất cả các tỉnh phía nam sông Humber. 
Æthelbald là một trong những vị vua quyền lực nhất xứ Mercian trong giai đoạn từ giữa thế kỷ thứ 7 đến đầu thế kỷ thứ 9, và giai đoạn sau đó là sự suy yếu của Mercian tại vương triều Egbert của Wessex.
Quyền lực và thanh thế do Offa tạo dựng đã biến ông thành một trong những vị vua quan trọng trong Sơ Kỳ Trung Cổ của nước Anh mặc dù không còn tài liệu nói về tiểu sử cùng thời nói về ông còn tồn tại.
Nguồn tư liệu chủ chốt cho thời kỳ này là Biên niên sử Anglo-Saxon, 1 tập hợp các biên niên sử dụng Tiếng Anh cổ thuật lại lịch sử của người Anglo-Saxon.
Biên niên sử là tác phẩm của Tây Saxon, tuy nhiên nó thường bị coi là có quan điểm thiên lệch cho Wessex; do vậy nó không truyền tải chính xác sự mở rộng quyền lực của Offa, một người Mercia. 
Sự ảnh hưởng quyền lực có thể thấy được từ tài liệu Đặc quyền của người Anglo-Saxon được viết dưới triều đại của Offa
Các đặc quyền được mô tả trong tài liệu công nhận sự cai trị vùng đất của những người thừa kế, người giáo hội và những người được vua ủy quyền cấp cho đất đai. 
Cuốn tư liệu ghi lại tên của cả những vị vua lệ thuộc và những lãnh chúa, danh sách để minh chứng cho nó là Văn thứ Ismere, nó mô tả Æthelric là nơi nào, con của vua Oshere của Hwicce được mô tả là subregulus", hay subking.
Các tu sĩ và các nhà biên niên sử thế kỷ thứ 8 đã viết 1 tác phẩm lịch sử về nhà thờ nước Anh gọi là Historia Ecclesiastica Gentis Anglorum; 
nó ghi lại các sử kiện lịch sử bắt đầu từ năm 731, nó đóng vai trò như là một trong những dữ liệu chính về lịch sử Anglo-Saxon, nó cung cấp thông tin tổng quan về triều đại Offa